# Leroy McAfee
Leroy Magnum McAfee (1837-1873) est un vétéran et homme politique confédéré américain. Il était membre de la Chambre des représentants de Caroline du Nord. Plus tard, il a inspiré le protagoniste de la tristement célèbre pièce de 1905 de son neveu Thomas Dixon Jr., The Clansman: A Historical Romance of the Ku Klux Klan et son adaptation cinématographique de 1915, The Birth of a Nation.

## Carrière
McAfee a travaillé comme avocat à Shelby, en Caroline du Nord.
Pendant la guerre civile américaine de 1861-1865, McAfee a servi comme officier dans l'armée des États confédérés. Il a été promu major le 12 avril 1862, dans le 49th North Carolina Infantry puis élevé au grade de colonel le 1er novembre 1862.
McAfee a été membre de la Chambre des représentants de Caroline du Nord de 1870 à 1873, représentant le comté de Cleveland, en Caroline du Nord,. Il était membre du Ku Klux Klan. Selon son neveu Dixon, McAfee a aidé à destituer le gouverneur William Woods Holden.